# Temperatura més alta registrada a la Terra

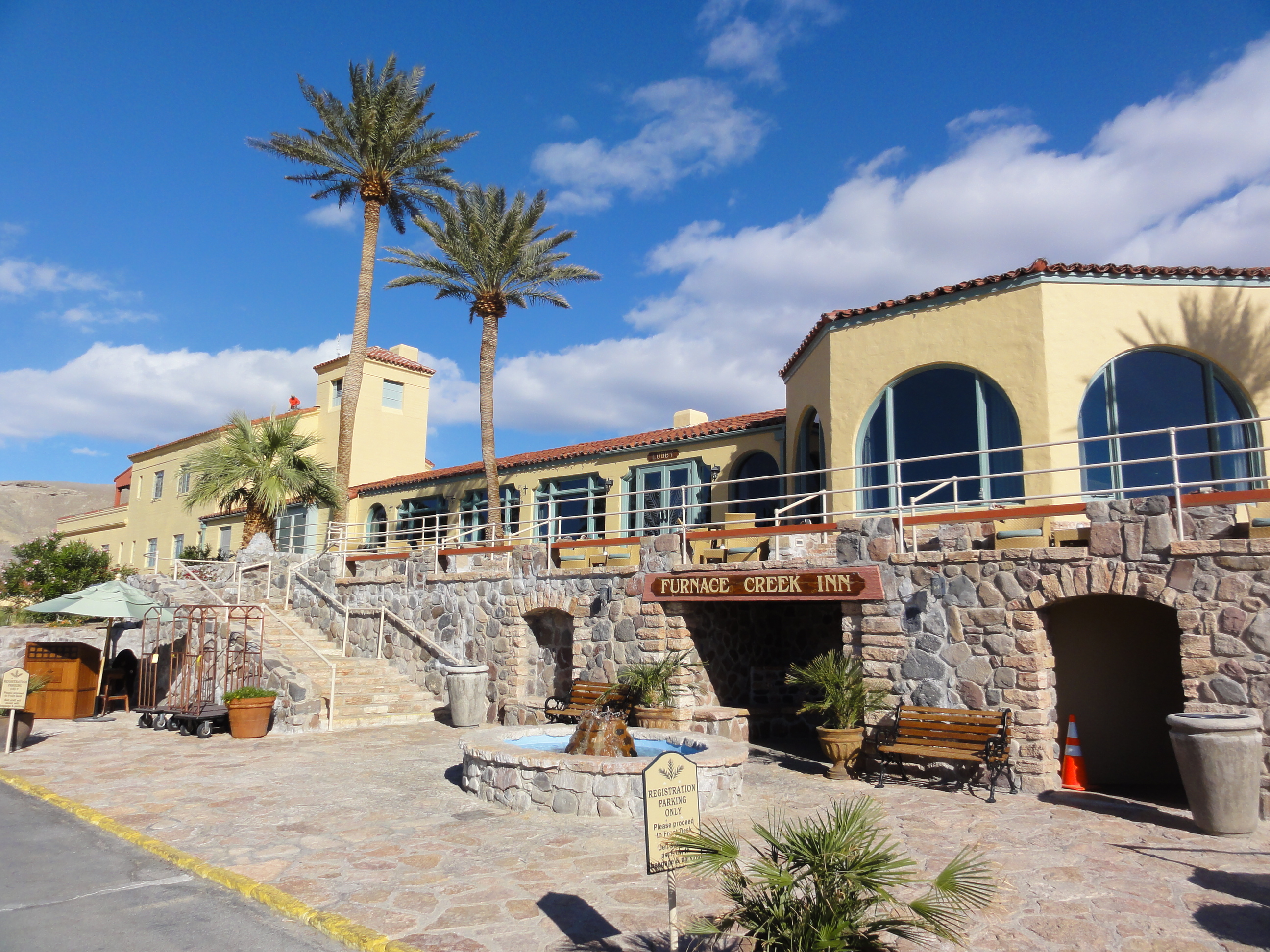
Furnace Creek Ranch, ubicació de la temperatura més alta enregistrada fins ara.

La temperatura més alta registrada a la terra són 56'7°C, mesurats al Furnace Creek Ranch al desert de la Vall de la Mort (Califòrnia) el 10 de juliol de 1913.
Les temperatures més altes mai registrades han estat mesurades amb tres mètodes diferents: aire, superfície i satèl·lit. El primer mètode (aire) és utilitzat com a mesura estàndard i és considerat per l'Organització Meteorològica Mundial, OMM (entre d'altres entitats, com el Guinness World Records) per a definir el rècord oficial. Tanmateix, la mesura del rècord ha estat subjecte de controvèrsia pel que fa a diversos factors condicionants mediambientals.
El rècord anterior durant noranta anys fou una mesura de temperatura de 57'8 °C feta a Líbia que va ser qüestionada el 2012. Aquest darrer fet ha aixecat dubtes sobre la legitimitat del rècord actual i, d'ençà, l'OMM ha declarat estar disposada a obrir una investigació sobre la mesura de 1913 encara que tots els "elements d'evidència disponibles" indiquen la seva validesa. Tot i que existeixen reports de temperatures més altes mitjançant mesures d'aire, cap d'aquests mai ha estat verificat (veure Taula a sota). Altres mesures fetes de superfície i via satèl·lit també han donat lectures més altes, però són menys fiables i tampoc verificades.

## Mesures

### Temperatura de l'aire i de superfície
Les condicions estàndards de mesura d'una temperatura oficial sónː feta a l'aire, a 1.5 metres per sobre de la superfície terrestre i amb termòmetres coberts de la llum solar directa. Segons l'OMM, la temperatura més alta registrada a la terra són els 56.7 °C mesurats al Furnace Creek Ranch del desert de Vall de la Mort el 10 de juliol de 1913. La validesa d'aquest rècord ha estat qüestionada d'ençà que s'han identificat possibles problemes amb la lectura feta fa més d'un segle. El 1949 Arnold Court va arribar a la conclusió que la temperatura podia haver estat el resultat d'un tempesta de sorra que va tenir lloc en aquell moment i que havia fet que materials super-escalfats haguessin colpejat directament la mesura de temperatura dins la caseta de protecció. Historiadors meteorològics com Christopher C. Burt i William Taylor Reid també han indicat que la lectura del 1913 a la Vall de Mort és "un mite" i que és, com a mínim, de 2.2 a 2.8 °C massa elevada. Si el rècord del 1913 cau, la temperatura d'aire enregistrada més alta a la terra serien els 54 °C enregistrats a la Vall de la Mort el 20 de juny de 2013 i a Mitribah, Kuwait el 21 de juliol de 2016.
El rècord anterior de l'OMM durant 90 anys, de 1922 fins al 2012, foren els 57.8 °C mesurats el 13 de setembre de 1922 a Azízia, Líbia. El gener de 2012, l'OMM va descartar el rècord de 1922, citant evidència clara que era degut a una lectura errònia feta per un observador inexpert. L'OMM ha defensat el rècord actual indicant, no obstant, que si qualsevol element nou apareixia, estaven disposats a obrir una investigació, tot i que en aquest moment les evidències disponibles confirmaven la seva legitimitat.
Les temperatures mesurades directament a la superfície terrestre poden superar de 30 a 50 °C les de l'aire. La màxima temperatura possible teòrica de la superfície ha estat calculada entre 90 i 100 °C per a sòls secs i foscos de conductivitat tèrmica baixa. Encara que no hi ha cap temperatura de superfície confirmada més alta, una lectura de 93.9 °C fou presumptament enregistrada al mateix Furnace Creek Ranch el 15 de juliol de 1972.

### Mesures de satèl·lit
Les mesures de temperatura via satèl·lit també tendeixen a capturar rècords més alts però, a causa de les complicacions relacionades amb la pèrdua d'altitud del satèl·lit (un efecte col·lateral degut a la fricció atmosfèrica), aquestes mesures són sovint considerades menys fiables que les de termòmetres posicionats al terra. La temperatura més alta enregistrada per un satèl·lit és de 66.8 °C, a les Muntanyes Flamejants del Xinjiang (Xina) el 2008. Altres mesures de satèl·lit entre 2003 i 2009, fetes amb l'espectre-radiòmetre infraroig MODIS del satèl·lit Aqua, indicaven temperatures màximes de 70.7 °C el 2015 al Dasht-e-Lut de l'Iran. Aquest desert va mostrar les temperatures màximes més altes en 5 dels 7 anys mesurats (2004, 2005, 2006, 2007 i 2009). Aquestes mesures reflecteixen mitjanes sobre una regió gran i, per tant, són més baixes que la temperatura màxima a un punt donat de la seva superfície.

## Mesures no verificades
La següent taula llista mesures de temperatures extremes no verificades que estan per sobre del rècord mundial actual de 56.7 °C. Aquestes inclouen reclamacions històriques que mai van ser autentificades a causa de l'equipament disponible a l'època, així com mesures científiques no confirmades. Lectures d'aficionat també han estat anunciades a mitjans de comunicació socials que informaven de temperatures extremes que eren més tard desacreditades.
| Data               | Temperatura °C | Tipus      | Causa             | Ubicació                            | Descripció |
| ------------------ | -------------- | ---------- | ----------------- | ----------------------------------- | --- |
| 11 de juliol, 1909 | 57.8 °C        | Aire       | Explosió de calor | Cherokee (Oklahoma), (Estats Units) | Aquest incident va ser enregistrat a les 3.00 AM (CT), i segons es diu va causar el dessecament de les collites de l'àrea. |
| 6 de juliol, 1949  | 70 °C          | Aire       | Explosió de calor | Figueira da Foz, Coimbra (Portugal) | En dos minuts, un esclat de calor va conduir la temperatura local de l'aire als 70 °C |
| 1960               | 60 °C          | Aire       | Explosió de calor | Kopperl, Texas (Estats Units)       | Una explosió de calor va provocar una temperatura d'aire propera a 140°F (60 °C), presumptament assecant les collites de cotó i la vegetació circudant. |
| 6 de juliol, 1966  | 58.5 °C        | Aire       | Explosió de calor | San Luis RC, Sonora, (Mèxic)        | Segons els arxius de l'Agència estatal de notícies mexicana. |
| 6 de juliol, 1966  | 60 °C          | Aire       | Explosió de calor | Mexicali, BC (Mèxic)                | Els arxius de l'Agència Estatal Meteorologica de Baja Califòrnia citen una nota de diari de San Luis, Sonora, de 58.5 graus. El mateix dia, l'agència meteorològica local, que utilitzava el seu equipament propi, va mesurar una temperatura de 60 °C a la comunitat d'"El Riito" de Mexicali, aquesta lectura era el límit del termòmetre utilitzat aleshores. |
| Juny, 1967         | 86.7 °C        | Desconegut | Explosió de calor | Abadan (Iran)                       | Una temperatura de 86.7 °C va ser presumptament enregistrada durant una explosió de calor a Abadan, Iran. |
| 15 de juliol, 1972 | 93.9 °C        | Terra      | N/D               | Furnace Creek Ranch (Estats Units)  | Veure Secció de Mesures a sobre. |
| 2005               | 70.7 °C        | Satèl·lit  | N/D               | Dasht-e-Lut (Iran)                  | Veure Secció de Mesures a sobre. |
| 2008               | 66.8 °C        | Satèl·lit  | N/D               | Muntanyes Flamejants (Xinjiang)     | Veure Secció de Mesures a sobre. |
| 2011               | 84 °C          | Terra      | N/D               | Port Sudan (Sudan)                  | Una temperatura de terra de 84 °C fou suposadament assolida a Port Sudan, Sudan. |